# Pachos punctatum
Pachos punctatum är en kräftdjursart som först beskrevs av Claus 1863.  Pachos punctatum ingår i släktet Pachos och familjen Oncaeidae. Inga underarter finns listade i Catalogue of Life.